# Серганский, Григорий Моисеевич
Григорий Моисеевич Серганский (1907 — 25 октября 1944, Мункач) — советский борец классического стиля, чемпион и призёр чемпионатов СССР. Увлёкся борьбой в 1922 году. Участвовал в шести чемпионатах СССР.
Участник Великой Отечественной войны. Был награждён орденами и медалями. Похоронен в братской могиле недалеко от Мукачево Закарпатской области.

## Спортивные результаты
- Чемпионат СССР по классической борьбе 1928 года — ;
- Чемпионат СССР по классической борьбе 1933 года — ;
- Чемпионат СССР по классической борьбе 1934 года — ;